# 가에타노 모스카

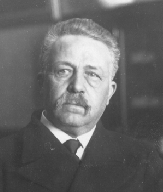

가에타노 모스카(Gaetano Mosca, 1858년 4월 1일 이탈리아 팔레르모 ~ 1941년 11월 8일 이탈리아 로마)는 이탈리아의 정치학자이다. 토리노, 로마의 각 대학 교수· 하원의원·상원의원을 역임하였다. 국가의 통치는 항상 전통·의원·경제력 등에 있어서 우월한 소수의 지배계급의 손에 있다고 주장하였다.

## 같이 보기
- 현실주의
- 사회진화론
- 조제프 드 메스트르